# Aceria victoriae
Aceria victoriae är en spindeldjursart som beskrevs av Ramsay 1958. Aceria victoriae ingår i släktet Aceria och familjen Eriophyidae. Inga underarter finns listade i Catalogue of Life.